# Habrochroma reducta
Habrochroma reducta är en fjärilsart som beskrevs av Max Wilhelm Karl Draudt 1914. Habrochroma reducta ingår i släktet Habrochroma och familjen björnspinnare. Inga underarter finns listade i Catalogue of Life.